# 巴燕
巴 燕（バ・ヤン、1962年12月18日 -）は、中華人民共和国出身の元女子バスケットボール選手である。

## 来歴
高北体大卒業。
1984年ロス五輪では中国代表として銅メダルを獲得。
1989年、三洋電機に入団し1シーズンプレーした。